# Гіполітув (Ласький повіт)
Гіполітув (пол. Hipolitów) — село в Польщі, у гміні Водзеради Ласького повіту Лодзинського воєводства.
Населення — 84 особи (2011).
У 1975—1998 роках село належало до Серадзького воєводства.

## Демографія
Демографічна структура станом на 31 березня 2011 року:
|          | Загалом | Допрацездатний вік | Працездатний вік | Постпрацездатний вік |
| -------- | ------- | ------------------ | ---------------- | -------------------- |
| Чоловіки | 50      | 6                  | 37               | 7                    |
| Жінки    | 34      | 5                  | 20               | 9                    |
| Разом    | 84      | 11                 | 57               | 16                   |